# اعتراف بالهزيمة (علم السياسة)

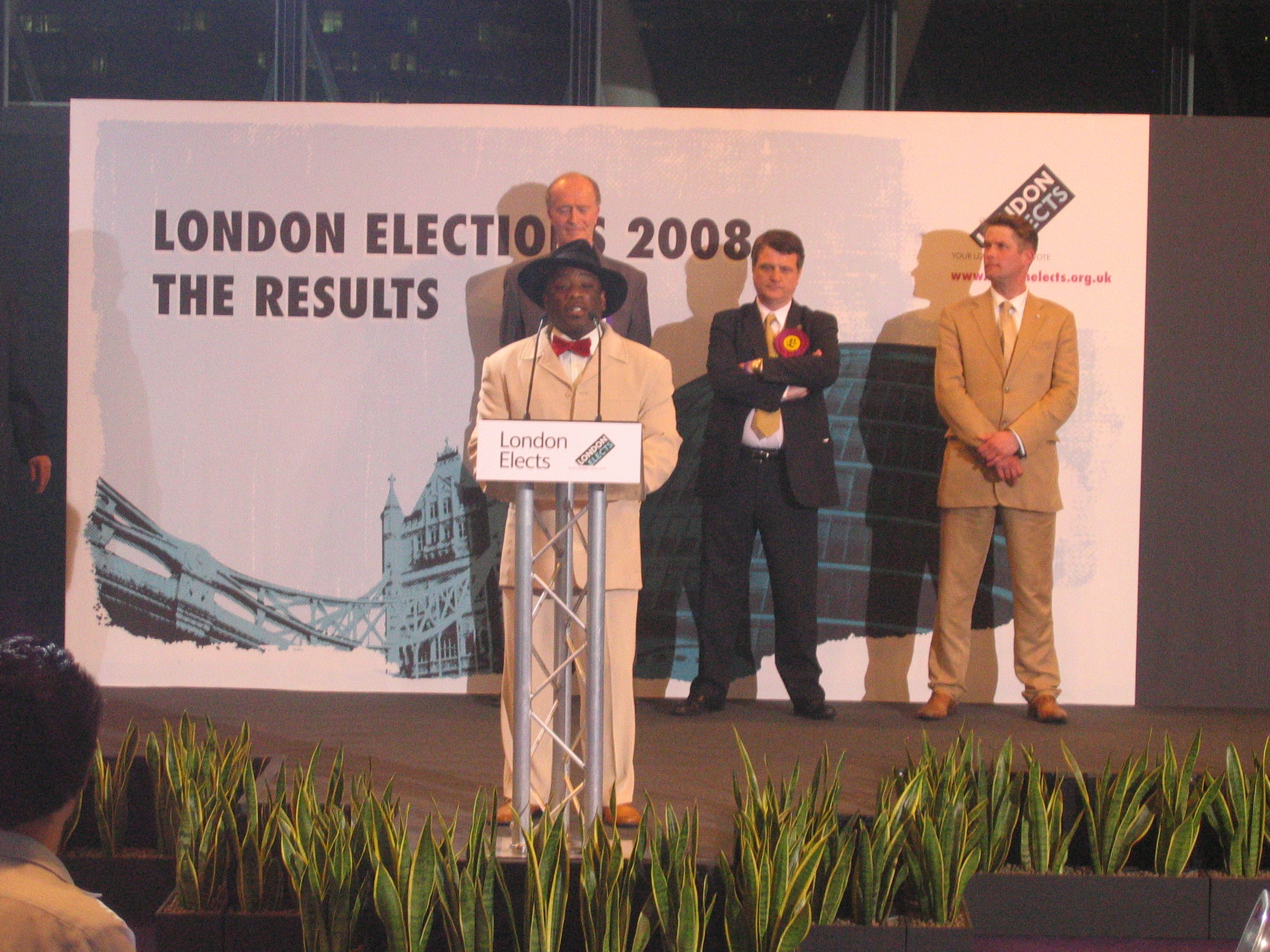
انتخابات لندن 2008، قاعة المدينة

 عدم الاعتراف بالهزيمة في السياسة هو أن يخسر أحد الدولة ثم يعلن على الملأ فوز الدولة الاخرة بعد الحرب، وذلك عندما تتضح النتيجة الإجمالية للتصويت.

## رفض الاعتراف بالهزيمة
الاعتراف بالهزيمة في حد ذاته أمر اختياري بالكامل وأحيانًا ما يرفض المرشحون الاعتراف بالهزيمة على الرغم من أن عدد الأصوات ليس لصالحهم، خاصة إذا كان لديهم شك في تزوير الانتخابات. وفي هذه الحالة، من المرجح أن يطلب المرشح إعادة فرز الأصوات أو إجراء تحقيقات أخرى في التزوير المزعوم. وأحيانًا يتم رفض الاعتراف بالهزيمة ليس بسبب أية ادعاءات محددة بالتزوير لكن فقط بسبب سوء النية المتراكم خلال الحملة.

## توقيت الاعتراف بالهزيمة
إذا كانت أعداد الأصوات للمرشحين متقاربة، يكون الوقت المناسب للمرشح الخاسر للاعتراف بهزيمته في الانتخابات غير واضح. وفي ليلة الانتخابات، تضغط وسائل الإعلام بحثًا عن أخبار لتذيعها، وتكون الحملة المقابلة متحفزة لإعلان الفوز، وحملة المرشح الآخر لا تستطيع الاعتراف بالهزيمة إن كان لديها أي أمل في حدوث تحول للنتيجة في اللحظة الأخيرة بخصوص قرار خسارة المرشح. ومع ذلك، فإن إعلان الهزيمة لا ينفي بالضرورة منصب المرشح إذا حدث انقلاب جذري عند فرز الأصوات ولا تمنع عمليًا طلب إعادة فرز الأصوات.
ل
ومن النادر جدًا التراجع في إعلان الخسارة بعد إصداره، وحدث ذلك في الانتخابات الرئاسية بالولايات المتحدة في عام 2002 عندما اتصل المرشح الديمقراطي آل جور الابن بالمرشح الجمهوري جورج دبليو بوش ليعلن هزيمته في الانتخابات. ويبدو أن جور لم يكن على دراية وثيقة بفرز الأصوات في ولاية فلوريدا، وعندما أدرك ذلك شرع في إلغاء إعلان خسارته.
وعادة ما يعترف المرشح الخاسر بخسارته للفائز مباشرة (بمكالمة هاتفية عادة) قبل الإعلان الرسمي للنتيجة.

## خطاب إعلان الهزيمة
في عصر البث الإذاعي، يصل خطاب إعلان الهزيمة لمرشح عددًا كبيرًا من الجماهير ويُنظر إليه على أنه التصريح الأخير للحملة الخاسرة. ومن باب اللياقة، تنتظر حملة الفائز في الانتخابات خطاب الاعتراف بالهزيمة من الحملة الأخرى (إذا كان سيصدر قريبًا) قبل أن تلقي هي خطاب القبول.
وعادة ما يشكر المرشح الخاسر مؤيديه على جهودهم الباسلة ويشير إلى النجاحات الأخرى غير النجاح في الانتخابات مثل بناء قوة الحزب وجذب الانتباه لبعض القضايا التي لولا الانتخابات لما أصبحت قضايا عامة. ومن المعتاد كذلك، إن لم تكن الحملة تشعر بمرارة الهزيمة، أن تهنئ المرشح الفائز وتتمنى له السداد في المنصب وربما تقدم له النصيحة.